# Piz Argient
Piz Argient (stříbrný vrchol[zdroj?]) je horský vrchol o nadmořské výšce 3945 m n. m. nacházející se v horské skupině Bernina ve Švýcarských Alpách. Leží na státní hranici mezi Švýcarskem a Itálií a zvedá se ze západního hřebene horského štítu Piz Zupò. Vrchol tvoří nejjižnější bod ledovce Morteratsch. 

## Poloha
Piz Argient ohraničuje na severu ledovec Morteratsch, na západě horní část ledovce Scerscen a na jihu ledovec Fellaria. Od východně ležícího Piz Zupò (3 995 m) ho odděluje rozsedlina Fuorcla del Zupò (3 851 m) a od hory Crast' Agüzza (3870 m) ležící na severozápadě je oddělen rozsedlinou Fuorcla da l'Argient (3 705 m). 

## Přístup na vrchol

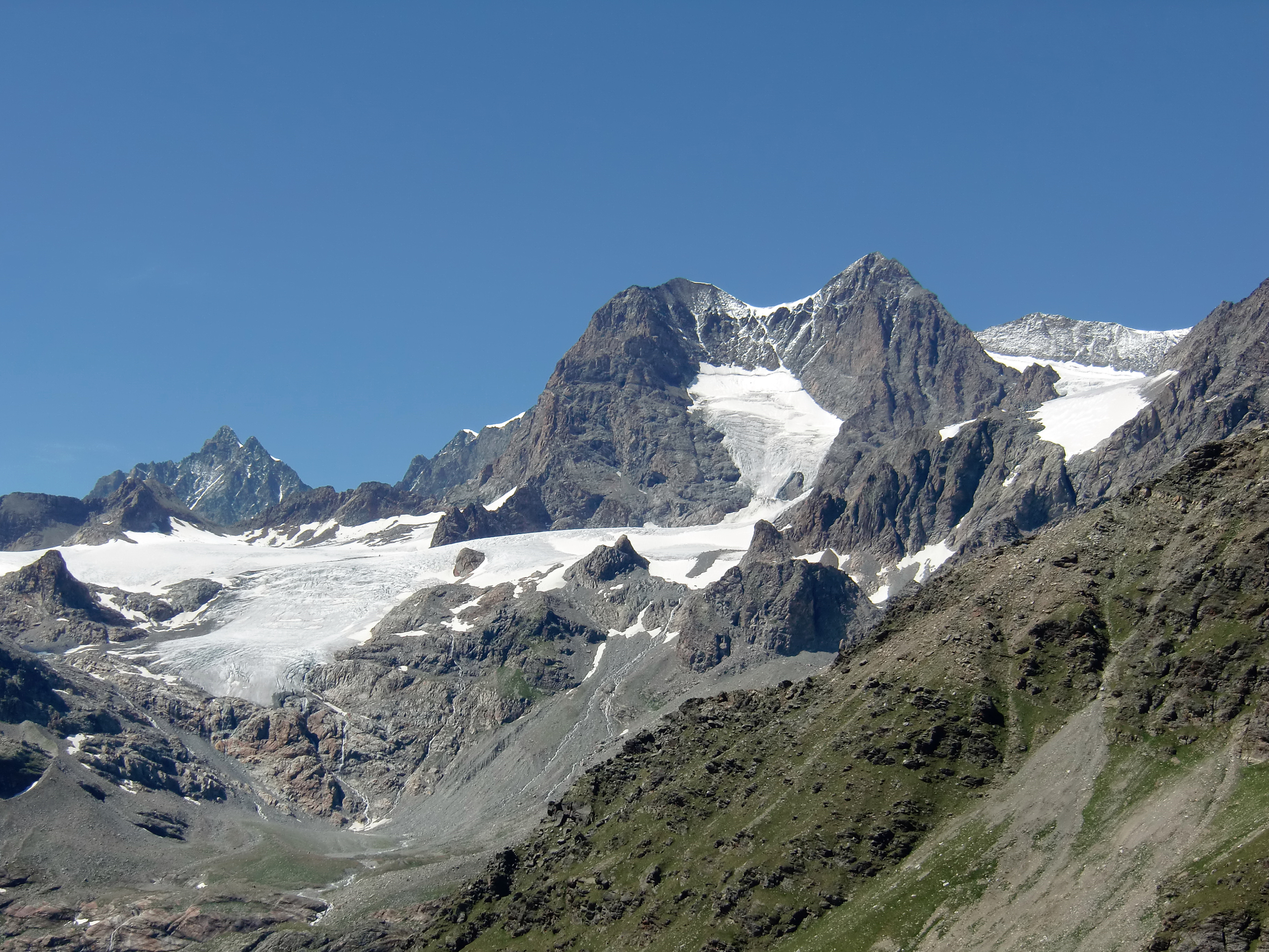
Pohled na jižní úbočí Piz Argient (uprostřed vlevo) z Passo di Canfinal

Vrchol je dostupný z horské chaty Rifugio Marco e Rosa (3 609 m n. m.) dostupné z Campo Moro (1 970 m n. m.) přes Rifugio Marinelli Bombardieri (2 813 m n. m.) za cca 7 hodin nebo z horské stanice Diavolezza (2 973 m n. m.) za cca 5 hodin.